# L'amore dura tre anni
(L'amore dura tre anni)
L'amore dura tre anni è un romanzo dello scrittore francese Frédéric Beigbeder.

## Trama
Marc Marronier è un pubblicitario parigino cinico, mondano, donnaiolo e con una visione disincantata dell'amore: anch'esso, secondo Marc, ha una data di scadenza, ovvero può durare al massimo tre anni (guarda caso è il tempo esatto che ha impiegato il suo matrimonio per andare allo sfascio). Tuttavia Marc non può evitare di innamorarsi della splendida Alice, con la quale intesse un'intensa relazione fatta di alti e bassi, in attesa che lo scoccare del terzo anno ponga la parola fine anche a quell'amore. Con sorpresa del protagonista, il giorno del terzo anniversario con Alice si risveglia ancora innamorato della sua ragazza e capisce che forse lei è la donna giusta con cui trascorrere il resto della sua vita. 

## Adattamento cinematografico
Nel 2012 il romanzo è stato adattato in un film cinematografico omonimo, diretto dallo stesso Frédéric Beigbeder ed interpretato da Gaspard Proust e Louise Bourgoin.

## Edizioni
- Frédéric Beigbeder, L'amore dura tre anni, traduzione di Annamaria Ferrero, Feltrinelli, 2008,  pp. 139, ISBN 978-88-8451-829-3.